# モンクス・ハウス
モンクス・ハウス(Monk's House)は、イギリス、イースト・サセックス州ルイスの南方3マイル(4.8km)のロッドメル村にある、風雨にさらされた16世紀のコテージである。作家のヴァージニア・ウルフと彼女の夫、政治活動家でジャーナリスト、編集者のレナード・ウルフは、1919年7月1日にルイスのホワイトハートホテルでのオークションでこの家を700ポンドで購入し、ブルームズベリー・グループに関係する多くの訪問者を迎えた。それには、T・S・エリオット、E・M・フォースター、ロジャー・フライ、そしてリットン・ストレイチーらが含まれる。購入については、彼女の日記、Vol.1、pp.286-8を参照のこと。
バージニアの姉である芸術家ヴァネッサ・ベルは、1916年からファールの近くのチャールストン・ファームハウスに住んでいました。スタイルは対照的ですが、どちらの家もブルームズベリーグループの重要な前哨基地になった。ナショナルトラストは現在、この建物を作家の家の博物館として運営している。

## モンクス・ハウスでの生活

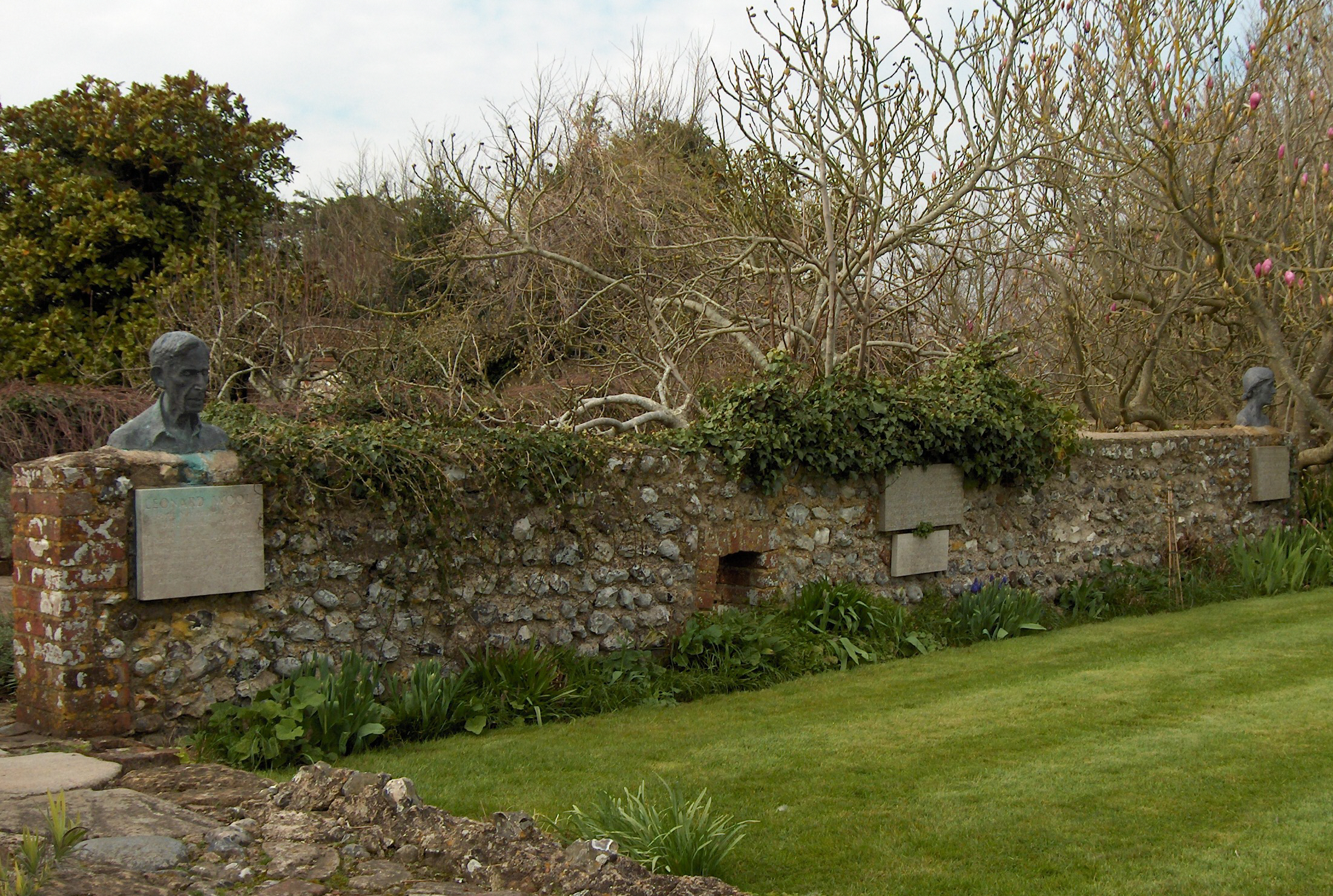
モンクス・ハウスの庭にあるヴァージニア・ウルフ(右奥)とレナード・ウルフ(左手前)の胸像

ロッドメル村でウルフが生活し始めた頃、モンクス・ハウスは、果樹園といくつかの別棟を含む4分の3エーカーの庭を備えた控えめな規模だった。生活条件は原始的なもので、何年にもわたって、ウルフは改修と増築を重ねなければならなかった。まず、温水器と水洗トイレ付きのバスルームの設置。さらに、1929年に2階の増築。1928年には、彼らは隣接する畑を購入して、庭からケイバン山に向かう美しい景色を楽しむことができるようになった。

ウルフ夫妻はロッドメル村でますます多くの時間を過ごすようになり、1940年にロンドンのブルームズベリーにあるメックレンバーグスクエアのアパートが空襲で被災したときから、最終的にはロッドメルにフルタイムで住んでいた。村の生活の孤独は、バージニアがロンドンの喧騒から逃れることを可能にした。そして、彼女の小説の多くが形になったのは庭の底にある小さな木造のロッジに於いてだった。1922年に出版された「ジェイコブの部屋」、「ダロウェイ夫人」（1925）、「灯台へ」（1927）、「オーランド」（1928）、「波」（1931）、「歳月」（1937）、「幕間」（1941）、およびその他の作品は、ここで執筆された。 彼女の最後の小説「幕間」は、1941年7月に死後に出版され、ロッドメル村とその村人たちの伝統と価値観に言及している。
バージニア・ウルフは家での彼女の生活を写真で記録している。それらの写真はモンクス・ハウスのアルバムに保存されており、家を訪れた多くの人の肖像画や集合写真が含まれている。
1941年3月、バージニア・ウルフは自殺で亡くなり、近くのウーズ川で溺死しました。レナードは1969年に亡くなるまでモンクス・ハウスに住み続け、村の生活に積極的な役割を果たした。彼とバージニアはどちらも社会党のメンバーであり、1930年代にロッドメル村の学校の校長にもなった。彼はまた、ロッドメル及び地域園芸文化協会の会計および会長も勤めた。

## モンクス・ハウスの現在

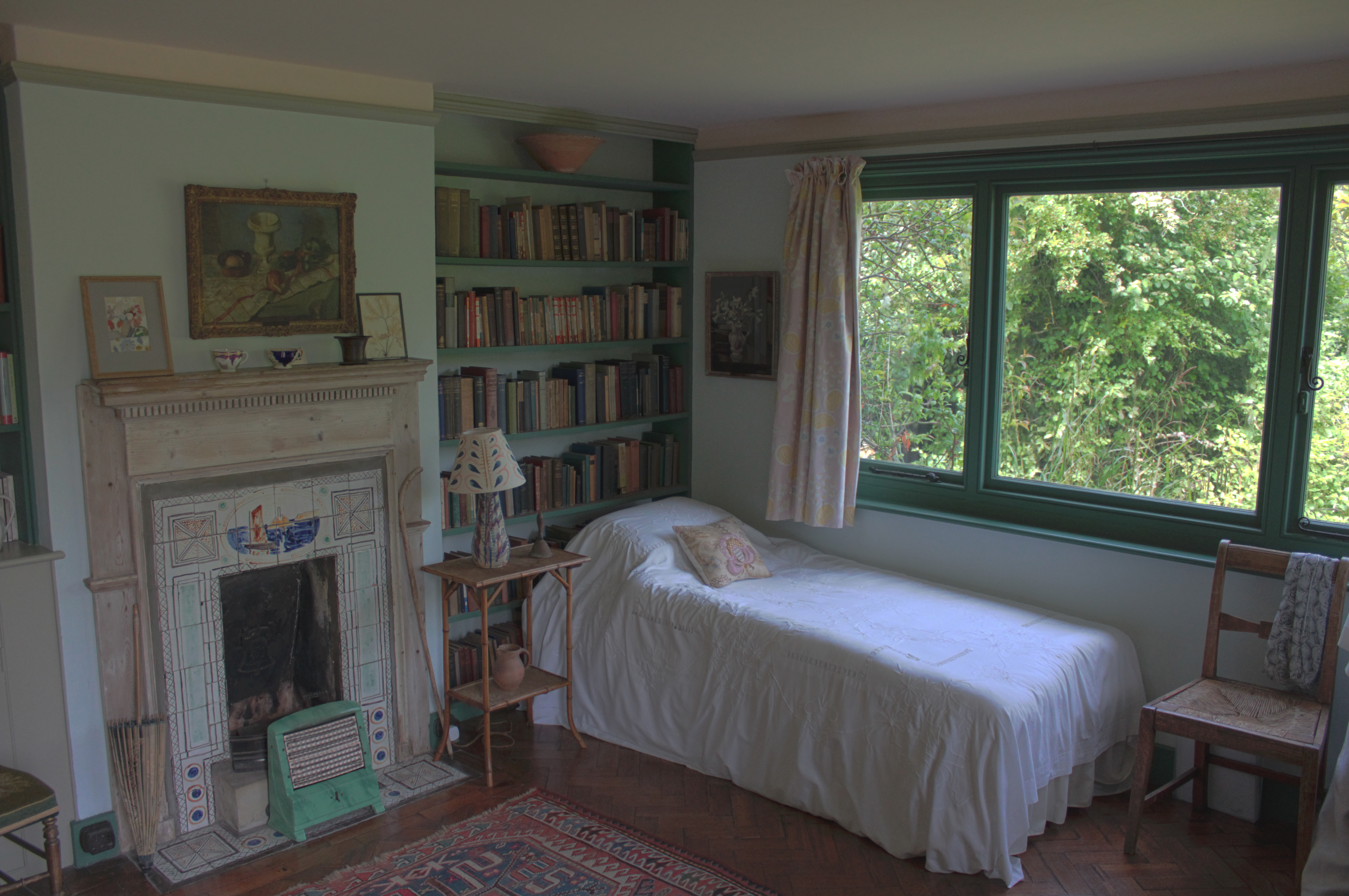
モンクス・ハウスにあるバージニア・ウルフの寝台

レナードの死後、家は彼の親友である芸術家のトレッキエ・パーソンズ、ニー・リッチーに遺贈され、1972年にサセックス大学に売却された。最終的には1980年にナショナルトラストに引き渡され、公共。居間、ダイニングルーム、キッチン、バージニアの寝室を含む1階が公開されており、バージニアのライティングロッジは庭の底にあり、ケイバン山の景色を眺めることができる。

## その他の参考文献
- Caroline Zoob (1 November 2013). Virginia Woolf's Garden: The Story of the Garden at Monk's House. Jacqui Small. ISBN 978-1-909342-13-2
- Nuala Hancock (27 June 2012). Charleston and Monk's House: The Intimate House Museums of Virginia Woolf and Vanessa Bell: The Intimate House Museums of Virginia Woolf and Vanessa Bell. Edinburgh University Press. ISBN 978-0-7486-4674-6
- Richard Shone (October 2006). Virginia Woolf and Monk's House. National Trust. ISBN 978-1-84359-205-1